# Achille Silvestrini
Achille Silvestrini (1923–2019) là một Hồng y người Italia của Giáo hội Công giáo Rôma. Ông từng đảm nhận vai trò Hồng y Đẳng Linh mục Nhà thờ S. Benedetto fuori Porta S. Paolo và Tổng trưởng Thánh bộ Công giáo Đông Phương trong 9 năm, từ năm 1991 đến năm 2000.
Vốn là một giáo sĩ xuất thân từ Giáo triều Rôma, ông từng đảm trách nhiều vai trò trước khi tiến đến trở thành Tổng trưởng Thánh bộ Công giáo Đông Phương như: Phó Tổng Thư ký Hội đồng Vấn đề Ngoại giao Tòa Thánh (1973–1979), Tổng Thư ký Hội đồng Vấn đề Ngoại giao Tòa Thánh (1979–1988); Tổng trưởng Tòa án Tối cao Pháp viện (1988–1991). Ông được vinh thăng Hồng y ngày 28 tháng 6 năm 1988, bởi Giáo hoàng Gioan Phaolô II.

## Tiểu sử
Hồng y Achille Silvestrini sinh ngày 25 tháng 10 năm 1923 tại Brisighella, Italia. Sau quá trình tu học dài hạn tại các cơ sở chủng viện theo quy định của Giáo luật, ngày 13 tháng 7 năm 1946, Phó tế Silvestrini, 23 tuổi, tiến đến việc được truyền chức linh mục.
Từ ngày 28 tháng 7 năm 1973, linh mục Silvestrini đảm nhiệm vai trò Phó Tổng Thư ký Hội đồng Vấn đề Ngoại giao Tòa Thánh.
Sau 33 năm thi hành các công việc mục vụ với thẩm quyền và cương vị của một linh mục, ngày 4 tháng 5 năm 1979, Tòa Thánh loan tin Giáo hoàng đã quyết định tuyển chọn linh mục Achille Silvestrini, 56 tuổi, gia nhập Giám mục đoàn Công giáo Hoàn vũ, với vị trí được bổ nhiệm là Tổng giám mục Hiệu tòa Novaliciana, chức vị Tổng Thư ký Hội đồng Vấn đề Ngoại giao Tòa Thánh. Lễ tấn phong cho vị giám mục tân cử nhanh chóng được tổ chức sau đó vào ngày 27 tháng 5 cùng năm, với phần nghi thức chính yếu được cử hành cách trọng thể bởi 3 giáo sĩ cấp cao, gồm chủ phong là đương kim giáo hoàng, Giáo hoàng Gioan Phaolô II; hai vị giáo sĩ còn lại, với vai trò phụ phong, gồm có Tổng giám mục Duraisamy Simon Lourdusamy, Tổng thư ký Thánh bộ Rao giảng Phúc Âm cho các Dân tộc, còn được gọi là Bộ Truyền giáo và Tổng gám mục Eduardo Martínez Somalo, Thành viên Văn phòng Quốc vụ khanh Tòa Thánh. Tân giám mục chọn cho mình khẩu hiệu: CRUX FIDELIS ARBOR UNA NOBILIS.
Bằng việc tổ chức công nghị Hồng y năm 1988 được cử hành ngày 28 tháng 6, Giáo hoàng Gioan Phaolô II quyết định vinh thăng Tổng giám mục Achille Silvestrini tước vị danh dự, Hồng y. Tân Hồng y thuộc Đẳng Hồng y Phó tế và Nhà thờ Hiệu tòa được chỉ định là Nhà thờ S. Benedetto fuori Porta S. Paolo. Từ ngày 1 tháng 7 cùng năm, Tòa Thánh bổ nhiệm Hồng y Silvestini vào vị trí Tổng trưởng Tòa án Tối cao Pháp viện.
Chưa đầ ba năm sau khi bổ nhiệm Hồng y Silvestri nào vị trí Tổng trưởng Tòa án Tối cao Pháp viện, Tòa Thánh quyết định thuyên chuyển Hồng y này đến nhiệm sở khác, Thánh bộ Công giáo Đông Phương với vai trò đứng đầu bộ này, chức vị Tổng trưởng.
Ngày 9 tháng 1 năm 1999, ông được thăng lên Đẳng Hồng y Linh mục, Nhà thờ hiệu tòa như cũ, S. Benedetto fuori Porta S. Paolo. Ngày 7 tháng 9 năm 2000, Tòa Thánh chấp thuận đơn xin hồi hưu của ông, vì lý do tuổi tác, theo Giáo luật. Ông qua đời ngày 29 tháng 8 năm 2019.